# Thymopsis
Thymopsis là một chi thực vật có hoa trong họ Cúc (Asteraceae).

## Loài
Chi Thymopsis gồm các loài: